# Izabella Miko
Izabella Miko, nata Izabella Anna Mikołajczak (Łódź, 21 gennaio 1981), è un'attrice statunitense.

## Biografia
Izabella Miko è nata a Łódź, Polonia, da Grażyna Dyląg e Aleksander Mikołajczak, entrambi attori. È cresciuta a Varsavia, dove ha studiato da ballerina. A quindici anni un coreografo statunitense le propone di studiare a New York; grazie ad una borsa di studio Miko vi si trasferisce con la madre.
Il suo debutto cinematografico risale al 2000 con Le ragazze del Coyote Ugly. In più è apparsa in tre episodi di Deadwood e nel video musicale dei The Killers Mr. Brightside. Nel 2010 Miko appare nel remake del film Scontro tra titani nel ruolo di Athena. Nel 2014 recita nel sesto episodio della decima stagione di Supernatural.
Miko, che è vegana, supporta la "green politics" e ha creato un video blog intitolato Eko Miko per parlare delle sue attività. Ha sostenuto la Global Green USA, un'organizzazione ambientalista che costituisce la filiale statunitense della Green Cross International.
È poliglotta e parla inglese, francese e polacco.
Miko ha raggiunto il 48º posto nella classifica di "Maxim" delle 100 donne più sexy del 2001.

## Filmografia

### Cinema
- Pan Kleks w kosmosie, regia di Krzysztof Gradowski (1989)
- Niech zyje milosc, regia di Ryszard Ber (1991)
- Le ragazze del Coyote Ugly (Coyote Ugly), regia di David McNally (2001)
- Desert Vampires (The Forsaken), regia di J.S. Cardone (2001)
- Minimal Knowledge, regia di Gregory J. Corrado (2002)
- Gramercy Park, regia di Jeff Bleckner film TV (2004)
- Bye Bye Blackbird, regia di Robinson Savary (2005)
- The Shore, regia di Dionysius Zervos (2005)
- Park, regia di Kurt Voelker (2006)
- La casa degli Usher (The House of Usher), regia di Hayley Cloake (2006)
- Save the Last Dance 2, regia di David Petrarca (2006)
- Crashing, regia di Gary Walkow (2007)
- Dark Streets, regia di Rachel Samuels (2007)
- Flakes, regia di Michael Lehmann (2007)
- Waiting, regia di Lisa Demaine (2007)
- Repo, regia di Ben Gourley (2008)
- Kochaj i tańcz (Love and Dance), regia di Bruce Parramore (2009)
- Double Identity, regia di Dennis Dimster (2009)
- Scontro tra titani, regia di Louis Leterrier (2010)
- Age of Heroes, regia di Adrian Vitoria (2011)
- Step Up: All In, regia di Trish Sie (2014)
- The Frontier, regia di Oren Shai (2015)

### Televisione
- Kuchnia polska - miniserie TV (1993)
- Gramercy Park - (2004)
- Deadwood - serie TV, 3 episodi (2005)
- Skip Tracer, regia di Stephen Frears - film TV (2008)
- Mr. Brightside, regia di Sophie Muller - video musicale dei The Killers
- Miss Atomic Bomb, regia di Warren FU - video musicale dei The Killers
- Kings & Queens of the Underground - video musicale
- The Cape - serie TV, 1 episodio (2011)
- Chaos - serie TV, 1 episodio (2011)
- Love Bites - serie TV, 1 episodio (2011)
- Law & Order - Unità vittime speciali - serie TV, 1 episodio (2011)
- Supernatural - serie TV, episodio 10x06 (2014)
- Blue Bloods - serie TV, 1 episodio (2015)
- Scorpion - serie TV, 1 episodio (2015)
- Chicago Fire - serie TV, 5 episodi 4x01 (2015)
- The Mick - serie TV, 1 episodio (2017)
- Criminal Minds - serie TV, episodio 14x03 (2018)
- Hunters - serie TV, episodio 1x01 (2020)
- L'assistente di volo - The Flight Attendant (The Flight Attendant) – serie TV, episodio 2x05 (2022)
- NCIS: Hawai'i - serie TV, episodio 1x22 (2022)

## Doppiatrici italiane
Nelle versioni in italiano delle opere in cui ha recitato, Izabella Miko è stata doppiata da:
- Stella Musy in Le ragazze del Coyote Ugly
- Sabine Cerullo in Age of Heroes
- Valentina Mari in Step Up: All In
- Selvaggia Quattrini in Blue Bloods
- Mattea Serpelloni in Criminal Minds
- Francesca Manicone ne L'assistente di volo - The Flight Attendant
- Emilia Costa in NCIS: Hawai'i